# 張秉智
張秉智（1900年12月1日—1989年7月27日），清末卓索圖盟喀喇沁左旗（今辽宁省朝阳市喀左县）人。中華民國政治人物，1948年当选第一届監察委員後一直任职到1989年。